# Lista de forcados mortos na arena
Este artigo lista os forcados mortos na arena de que há registo ao longo da História da Tauromaquia. 

## Forcados mortos na arena
| Forcado                              | Grupo                              | Data                   | Praça                         | Descrição |
| ------------------------------------ | ---------------------------------- | ---------------------- | ----------------------------- | --- |
| "João Raiva" (João Fernandes Júnior) | Cabo do GF Profissionais de Lisboa | 10 de Setembro de 1953 | Campo Pequeno                 | na 2.ª tentativa da 1ª pega após ser investido como Cabo sofreu a perfuração de uma vista por uma bandarilha que lhe atingiu o cérebro, falecendo no dia seguinte |
| José João Lameiras                   | GFA Caldas da Rainha               | 1982                   | Albufeira                     | |
| António Santos                       | Cabo do GFA Aveiras de Cima        | 1997                   | Albufeira                     | |
| Hélder Antoño (21 anos)              | GFA Alcochete                      | 23 de Março de 1988    | Alcochete                     | Colhido pelo toiro Farrusco, nº 3, de 585 kg da ganadaria D. Maria Ana Passanha                                                                                   |
| António Gouveia (25 anos)            | GFA Montijo                        | 4 de Agosto de 1991    | Angra do Heroísmo             | colhido no dia do seu aniversário por toiro de Gaspar Baldaya, de 500 kg, com traumatismo crânio-encefálico e fractura vertebral                                  |
| Pedro Belacorça                      | GFA Portalegre                     | 21 de Maio de 1998     | Campo Pequeno                 | na corrida comemorativa da Expo 98 sofreu perfuração no tórax por uma bandarilha, falecendo após 30 dias no hospital                                              |
| Ricardo Silva "Pitó" (23 anos)       | GFA Vila Franca de Xira            | 16 de Agosto de 2002   | Arruda dos Vinhos             | colhido por toiro da ganadaria Jorge de Carvalho |
| Francisco Matias (25 anos)           | GFA Portalegre                     | 14 de Março de 2009    | Esperança                     | traumatismo crânio-encefálico por embate na trincheira após colhida                                                                                               |
| Eduardo del Villar (27 anos)         | Cabo do GFA Hidalguenses           | 18 de Maio de 2014     | Seybaplaya, Campeche (México) | colhido pelo toiro San Isidro Labrador da ganadaria mexicana de Rancho Seco                                                                                       |
| Pedro Miguel Primo (25 anos)         | GFA Cuba                           | 2 de Setembro de 2017  | Cuba                          | tentativa de pega do toiro Garção da ganadaria Jorge de Carvalho na última pega em que se retirava das arenas                                                     |
| Fernando Quintela (26 anos)          | GFA Alcochete                      | 15 de Setembro de 2017 | Moita do Ribatejo             | tentativa de pega de toiro da ganadaria Prudêncio |